# 3660 Lazarev
3660 Lazarev è un asteroide della fascia principale del diametro medio di circa 26,75 km. Scoperto nel 1978, presenta un'orbita caratterizzata da un semiasse maggiore pari a 3,2184659 UA e da un'eccentricità di 0,0850019, inclinata di 7,79450° rispetto all'eclittica.
L'asteroide è dedicato all'ammiraglio ed esploratore russo Michail Petrovič Lazarev.